# Táborosi Márk
Táborosi Márk (Budapest, 1987. június 14. –) magyar énekes, színész. Az X-Faktor című műsor által vált ismertté a Rocktenors nevű formáció tagjaként. Előtte évekig színészként tevékenykedett Magyarországon és külföldön is. A Rocktenors feloszlása után 2018-tól az Evolette pop-metál zenekar énekese. 2021 óta frontembere a Kingslayers - "Bring me The Horizon" Tribute Band-nek.

## Élete
Az általános iskolai évek alatt intenzíven zongorázott 5 évig, valamint párhuzamosan tanult szolfézst és zeneelméletet. A középiskolás évek alatt kezdett komolyabban érdeklődni a színház és az éneklés iránt, ezért többféle tánc és színész kurzuson vett részt. 2005-ben csatlakozott a szigetszentmiklósi Sziget Színházhoz, ahol az első főszerepével párhuzamosan kezdett autodidakta, majd magánúton énekelni tanulni. Néhány év alatt a színházzal körbejárta Magyarország területét, valamint Erdélybe is többször eljutott. Többször felléptek a Komáromi Lovasszínházban is különböző darabokkal.
2008-tól 2009-ig volt frontembere a magyarországi Iron Maiden Tribute (Up The Irons) zenekarnak. Velük is lehetősége adódott Magyarország nagyobb városaiban fellépni, valamint játszottak Szlovákiában, Szerbiában és Horvátországban.
2009-ben jutott ki külföldre a Hair musical angol változatával, mellyel Ausztriában, Németországban, Svájcban valamint Szlovéniában lépett fel különböző városokban.
2011 tavaszán jelentkezett az X-Faktorba Mező Zoltánnal és Mező Márióval egy csapatot alkotva. Ez a trió a Rocktenors, akit Geszti Péter mentorált. A csapat a 6. helyig menetelt.
A műsor óta folyamatosan kapnak meghívásokat különböző rendezvényekre, és már a környező országokban is voltak egy-egy fellépés erejéig.

## Tanulmányai
- 1994 - 2002 : Széchenyi István Általános Iskola
- 2002 – 2006 : Európa 2000 Közgazdasági és Informatikai Szakközépiskola
- 2006 – 2009 : ELTE Informatikai Kar - Programtervező informatikus szak
- 2010 – 2016 : Zsigmond Király Főiskola Kommunikáció és Médiatudomány szak

## Színházi szerepei
| Darab                                     | Szerep                       | Színház                             | Ország                                | Dátum            |
| ----------------------------------------- | ---------------------------- | ----------------------------------- | ------------------------------------- | ---------------- |
| István, a király                          | Asztrik főpap, Főúr          | Sziget Színház                      | Magyarország                          | 2005             |
| Hair                                      | Woof                         | Sziget Színház                      | Magyarország                          | 2005/12/02       |
| Hair                                      | Woof Donovan                 | Agentur Walzer                      | Ausztria, Svájc, Szerbia, Németország | 2009, 2010, 2012 |
| Grease                                    | Roger                        | Sziget Színház                      | Magyarország                          | 2007             |
| Jézus Krisztus Szupersztár                | Jézus, Annás főpap           | Sziget Színház                      | Magyarország                          | 2006, 2010, 2013 |
| Leányvásár                                | Jim                          | Sziget Színház                      | Magyarország                          | 2007/05/04       |
| József és a színes szélesvásznú álomkabát | Naphtali                     | Sziget Színház                      | Magyarország                          | 2008             |
| Drakula                                   | Pavlo                        | Sziget Színház                      | Magyarország                          | 2008             |
| Viktória                                  | Kozák őr/tiszt, Orosz zenész | Sziget Színház                      | Magyarország                          | 2007             |
| Honfoglalás                               | Kérapó, Kond                 | Sziget Színház                      | Magyarország                          | 2011             |
| Hyppolit, a lakáj                         | Tóbiás                       | Sziget Színház                      | Magyarország                          | 2010             |
| Vámpírok Bálja                            | Nightmare 2                  | Pesti Magyar Színház (PS Produkció) | Magyarország                          | 2012,2013        |
| Starfactory                               | Ensemble                     | Thália Színház                      | Magyarország                          | 2013             |
| Sakk                                      | Ensemble                     | PS Produkció                        | Magyarország                          | 2014             |

## Lemezek
| Zenekar    | Típus   | Megjelenés | Album                                                             | Kiadó                         |
| ---------- | ------- | ---------- | ----------------------------------------------------------------- | ----------------------------- |
| Rocktenors | Various | 2011/12/14 | X-Faktor: A 10 Legjobb ( Don't Cry)                               | Sony Music Hungary            |
| Rocktenors | Various | 2012/11    | X-Faktor: Love - 10 Szerelmes Dal (Adagio)                        | Sony Music Hungary            |
| Rocktenors | Single  | 2012/05/15 | Ha Menni Kell                                                     | Sony Music Hungary            |
| Rocktenors | Various | 2012/06/15 | X-Faktor 2011: Az első saját dalom (Ha Menni Kell)                | Sony Music Hungary            |
| Rocktenors | Various | 2013/02/01 | Eurovíziós Dalfesztivál 2013: A Sony Music jelöltjei (Szabadesés) | Sony Music Hungary            |
| Rocktenors | Single  | 2013/11/20 | Szív Nélkül                                                       | Edge Records (HMR Music Kft.) |
| Rocktenors | Single  | 2014/04/04 | Szabadság                                                         | Edge Records (HMR Music Kft.) |
| Evolette   | Single  | 2019       | Addikt                                                            | Szerzői kiadás                |
| Evolette   | Single  | 2019       | Eső                                                               | Szerzői kiadás                |
| Evolette   | Single  | 2020       | Régi Naplóm                                                       | Szerzői kiadás                |
| Evolette   | Album   | 2020       | Pánik                                                             | Szerzői kiadás                |
| Evolette   | Album   | 2022       | Mindent látsz                                                     | Szerzői kiadás                |